# GHOST IN THE SHELL / 攻殻機動隊
『GHOST IN THE SHELL / 攻殻機動隊』（ゴースト イン ザ シェル / こうかくきどうたい）は、1995年〈平成7年〉11月18日に公開された日本の劇場用アニメ映画。また、CG映像を中心にリニューアルされた『GHOST IN THE SHELL / 攻殻機動隊2.0』が、2008年7月12日から全国5都市で公開された。Production I.G 制作。原作は士郎正宗の漫画『攻殻機動隊』。監督は押井守。

## 概要
漫画の1巻を原作とする。当時の香港を参考にした世界観やSF小説的な内容で、アメリカではビルボード誌のビデオ週間売上げ1位となる（1996年8月24日付）。全世界でのビデオ・DVDの売上は130万本（日本経済新聞 2002年7月21日付 朝刊）。続編は2004年公開の『イノセンス』である。
2008年に、押井の新作映画『スカイ・クロラ』上映記念として、本作のリニューアル版『攻殻機動隊2.0』を上映した。『2.0』では新作カットが使用され一部が3DCGとなり、さらに全体的な色調がブルー/グリーン系から、イノセンスと同様のアンバー（オレンジ）系となった。また、音響がサラウンド（5.1ch/6.1ch）化され、キャストの一部・台詞・音楽・SEが、アメリカのスカイウォーカー・サウンドの協力のもと、リニューアルされている。
原作の漫画『攻殻機動隊』からは、2017年にアメリカで スカーレット・ヨハンソン主演で『ゴースト・イン・ザ・シェル』も制作された。日本では2017年4月7日に公開。なお、講談社とProduction I.Gは攻殻機動隊原作の実写化権をハリウッドに売却しており、ハリウッド版はアニメ映画版とは独立に、漫画を原作として制作された。アニメ映画版の影響は受けているにしても、アニメ映画版を原作としているわけではない。

## あらすじ
電脳化やサイボーグの技術が飛躍的に進んだ近未来。
テロなどの犯罪を未然に防ぐ、内務省直属の組織「公安9課」に所属する草薙素子（通称「少佐」）は、認定プログラマーの他国への亡命に関わった外交官暗殺の任務を遂行し、亡命を未然に阻止する。
後日、外務大臣の通訳が電脳をハッキングされる事件が起き、他人の電脳をゴーストハックして人形のように操る国際手配中の凄腕ハッカー「人形使い」の犯行である可能性が浮上。素子、バトー、トグサを初めとする公安9課は捜査を開始するが、容疑をかけられ逮捕された人物はいずれもゴーストハックを受けて操られたに過ぎず、人形使い本人の正体を掴むことが出来ない。
そんな中、政府御用達である義体メーカー「メガテク・ボディ社」の製造ラインがひとりでに稼動し、女性型の義体（人工身体）を一体作りだした。義体は動き出して逃走するが、交通事故に遭い公安9課に運び込まれる。調べてみると、生身の脳が入っていないはずの義体の補助電脳にはゴーストのようなものが宿っていた。9課を訪れた外務省条約審議部（公安6課）の中村部長は、その義体こそが、6課の追跡に追い詰められた人形使いのデータが逃げ込んだものであることを明かす。一方、中村の突然の訪問を怪しんだトグサは、中村が光学迷彩で身を隠した数名を帯同していることを突き止める。
自律的に目覚めた人形使いは、自らが情報の海で発生した、肉体の存在しない生命体であることを主張し、いち生命体としてこの国への政治的亡命を要求しはじめる。さらに、人形使いは自らを「プロジェクト2501」と名乗った。その直後、人形使いの義体は何者かに拉致されてしまう。この状況を読んでいたトグサとバトーは襲撃者の追跡を開始。更にイシカワの捜査により、外務省が一年前に始めていたプロジェクト「2501」の存在が明らかになる。元々人形使いは外務省が各種工作のために作成したAIだが、自我を持って制御不能になってしまったため、外務省は強引に回収を図っていたのだ。
バトーが追跡した襲撃者たちの車は囮だった。海上へ逃れようとする本命を追った素子は、襲撃者を支援に来た多脚戦車に苦戦を強いられ大破するが、駆け付けたバトーが戦車を撃破したことで事なきを得る。義体を確保した素子はその場で人形使いの電脳にダイブする。人形使いは以前から素子を認識しており、9課に運び込まれるよう図ったのも、彼女に自身との融合を提案するためであった。人形遣いは「死」の概念と自分の子孫（データ）を残す能力を手に入れ、素子はネットと一体化し、自分の殻を解き放った存在となる。しかし直後に2体の義体は外務省の派遣した部隊に狙撃され、破壊される。
20時間後、バトーが庇ったことで損傷を免れた素子の脳殻は、闇ルートで入手された少女の義体に移植され、バトーのセーフハウスで目覚める。一連の事件はテロとして公表され、素子は行方不明扱いになり、一方で外務大臣が辞任、中村を始めとする関係者は査問にかけられることになり、内務省と外務省の痛み分けとして処理された。人形使いと融合を果たした素子はバトーと再会を約して別れ、広大なネットの海へと旅立つのだった。

## 製作

### 背景
『機動警察パトレイバー 2 the Movie』の制作が終わり、熱海に建てた家に引っ越して、住宅ローンの返済に悩んでいた頃に『犬狼伝説』のOVA化の企画書を持ち込んだ押井に石川光久が本作の映像化の企画書を出した。偶然にも事前に原作を読んでいた押井は「原作で扱っている世界が『今、語られるべき世界』『一種の予感』として語るのに相応しい」「アメリカ映画では、コンピューターの存在を十分な説得力を持って描き切った作品は多くない。このテーマはアニメで表現するべきだ」と思っていた押井は、「映画にできるタイムリーな企画」と確信し、住宅ローンを返済するためもあり、その場で石川のオファーを承諾した。押井側が出した『犬狼伝説』の企画は後に『人狼 JIN-ROH』として形を変えて実現する。
当初はOVAとして発表する予定だった。

### 製作委員会
レコード会社「ポリグラム」によって「ジャパニメーションを中心にアニメの世界市場を形成する」ことを指針に「MANGA ENTERTAINMENT」を設立。本作が製作第1作目になった。
製作委員会は講談社・バンダイビジュアル・MANGA ENTERTAINMENTの3社であり、Production I.Gはスポンサーとして参加していない。しかし、過去に講談社が別件でI.Gに制作を頼んでいたが、別の作品の制作途中だったために断った過去があったために、講談社側は本作の企画に対して石川に「できればやってほしい」と頭を下げた。そのため、石川は強気な立場で交渉に臨むことができ、講談社からI.G・押井・伊藤等に支払われる制作者印税として2%をもらえる条件を引き出せた。

### 脚本
押井は脚本制作にあたって、「自分の作る作品は脇役の視点で物語が進んでいくものばかりなので、原作の主人公が能動的に関わっていく物語を作る」「原作にある台詞は極力いっぱい使う」「ハッカー・疑似体験・ネットワーク等、専門技術に関わる部分を掘り下げる」と決めた。
原作を読んだ時、押井は「これは結婚して、主人公が変わる話だ」と解釈し、「教会」「祭壇」「ウェディングベル」等結婚をモチーフにした演出を施し、人形使いと素子のドラマとしてまとめる様に集中した。実際の脚本制作作業は、事前にテーマが固まった上で、原作を改めて20～30回熟読し直し、単行本の欄外に書いてあった参考文献を入手可能な品物は全て手に入れて読み込み、原作から使える台詞を全部抜き出して、再構成するという「執筆」というよりは「編集」「コラージュ」に近い方法で行われた。伊藤はそれに合わせて、「素子の性格のアレンジ」「原作の序盤のエピソードを人形使いが絡んでいる様に改変」「聖書からの引用」というアイディアを出し、押井と士郎の仲介役を務めた。
押井は「マスコットとしての印象が強いので、どうしても可愛くなってしまう。声は決定的になってしまうだろう」「アクションシーンが素子のアクションではなく、戦車のアクションになってしまう」「人間の自我の同一性を巡る物語なのに、人工知能なんて出したら、尺の中で解決できないし、人形使いが出る意義がなくなってしまう」という理由から、原作の人工知能を搭載した戦車であるフチコマを抹消する決断を下した。密かにフチコマの設定画を描き上げていた竹内敦志はそれを聞いてショックを受けた。
その結果、最終的には「物語・台詞はほとんど変わらないけど、キャラクター・世界観を微妙に変化させることで全然違う方向に持っていく」という構成になった。押井は「普通の原作者なら一番嫌がりそうな作り方なのに、士郎さんは我慢してくれた。僕だったら怒りまくっていた」と振り返っている。

### 制作体制
映像演出としては「キャラクターは骨格が透けて見えるように描き、筋肉の動きまで表現する」「電脳空間という架空の純粋概念みたいな世界はどうしようもないので、『人間の眼が見ている世界』ではなく、『人間の脳が見ている世界』をどの様に絵にするか」「キャラクターの普通のアニメーションでは、物を食べる・走る・歩く・まばたきをする等という生命感を出す演出をしているが、今回はそういう『普通の人間』として描くことを全部やめて一種の『人形』の様に描く。特に草薙にはそれを徹底させる」「銃を持つことによって生じる動きを『戦闘行為』としての重さを出し、且つ『アクション』『殺陣』としての理屈を持たせる為に、アクションシーン自体を少なくする。銃を扱う描写も『引き金を引けば弾が出る』という簡単なものではなく、道具として扱うためのノウハウも描写する」「人形使いは自意識を持ったプログラム。ただのロボットではないから色々な形で登場するけど、人間的な意識とは違う意識を持った存在であり、素子と一種のメロドラマを展開する。それを観客に気づいてもらうために、『水面』『鏡』を通して『もう一人の自分』という虚像が浮かび上がるイメージを視覚的に描く」等の様々なコンセプトを用意し、それらの表現に苦心した。
制作中にスタッフの間で「バーチャファイター」が流行り、仕事の合間にゲームセンターに通っていた。そこから、押井は絵コンテに表現したい動きの指定として「『バーチャファイター』の連続技みたいな感じで」と指定し、それは光学迷彩をまとったキャラクターの表現に反映された。
スケジュールについては「その時の最新テクノロジーを使って画面に詰め込んだ緻密な情報量によるリアリティで、どれだけ観客を圧倒できるか」を考え、10か月の実制作スケジュールの内、3か月をレイアウトシステム制作に集中させて、作画作業は3か月もなかった。押井は「指針を出してしまうから、無駄な作業を一切させない。それがよかった」と振り返っている。実際の作業でも、原画に入る前に大きな紙に各カットの背景と人物を同一のパースで精密に描くことが求められ、事あるごとに定規でパースをとりながら作業する必要があった。押井は「カメラを下げて広角のレンズを使うと空間を広く取れて、画面に奥行きが出やすい」ローアングルを好み、レイアウトをチェックした後に「もう少しカメラを下げて」と注文することが多かった。
当初は沖浦はキャラクターデザイン作業に専念させて、作画監督は黄瀬のみが担当する予定だったが、画面の情報量が1人ではスケジュールの締め切りまでに対応できない程に多かったことから、沖浦との共同になった。実際の作画作業では沖浦・黄瀬が2人で話し合って決めて、押井は一切分担の割り振りの話し合いには介入しなかった。
作業に疲れた黄瀬がゲームセンターへと脱走し、現場復帰を賭けて、押井と「バーチャファイター」で対戦した。黄瀬は「自分の絵を沖浦のレベルに持っていくことが精一杯で、楽しむ余裕なんてなかった」と振り返っている。
人間の手で書いたアニメーションは様々な暖かみのあるニュアンスを出しやすい反面、どうしても余分な効果が出てしまうことがあった。冷たい質感が重要なテーマを持つシーン、モニター・ホログラフィー・電脳映像等デジタルアニメーションで表現すること自体を目的としたシーンを制作し、セルアニメーターの負担を和らげることを目的に3DCGを導入した。「CG制作の経験値を得るために使ってほしい」という現場的な要請もあったため、機会がある毎に様々な表現を制作した。

### デザイン
「あまり未来的過ぎない、現実感があるけど、現実からちょっと離れた」銃器のデザインを開発し、世界観を掴むために、メインスタッフ全員で香港・グアムへ行き、本物の銃を試射し、実銃とモデルガンの質感の差異を体感した。その後、押井・磯光雄・納富貴久男からなる銃器デザイン開発チームを結成し、押井の注文を元に磯がマニアックなデザインを施し、そこに納富が厳しくチェックする作業を繰り返し、デザイン決定までに4ヶ月かけた。その作業はアニメーションそのものにも反映され、マズルフラッシュ（銃を撃った時の閃光）の質感・着弾の表現等それまでの方法論から脱却することに成功した。
拳銃は全て現実に存在しているのを、そのまま設定表に起こした。素子の使用武器はFN P90とFA-MASのデザインを意識している。完全にオリジナルとしてデザインした武器は、バトーが使った「サイボーグでなければまともに打てない様に」と注文した対戦車用のライフルだけである。
押井は「原作の素子では、どう考えてもあの胸で銃が構えられない。銃器を日常的に扱うには首も太くしないと変だし、肩幅も当然あるだろう」と考えながら、キャラクターデザイナーの沖浦と相談して、海外のボディビルダーの女性の写真集を集めたりしながら、デザインを開発していった。作画の作業に入ったところで、アニメーター達から「素子の胸が小さい」という不満の声があがった。それに対して「本当はもっと小さくしたかった。これでもかなり妥協している。筋骨で体を描いてほしい」と説得した。
色彩設定は「色は状況・シチュエーションでどんどん変わっていく。現実の世界からして、同じ肌の色なんて厳密には存在しない」という西久保・遊佐の意向から、シーン・展開に合わせて臨機応変に変えていき、設定表通りに塗られたカットはわずか2カットしかない。

### 世界観
世界観・ネットワークの描写は「サイボーグ・コンピューター・ネットワークに興味の無い人にも分かりやすく伝わる様にする」「近代を超えるイメージを無理矢理出すと必ず前時代的なものになってしまうから、あまりこだわらないことにする」という方針から、都会の風景を丹念に写すことで「人間の意識が広がって、情報量で溢れかえる」様にイメージ先行で描写していく様にした。
どの街をモデルにしようかと西久保と話し合い、「香港しかない」という結論になった時に押井は「あれをパクらなかったアニメはない」と断言した「ブレードランナー」と差別化するために、「一部水没している」「運河を出す」「中国人が沢山出てくる」「英語・ハングル・中国語の看板を出す」というアイディアを出し、看板に詳しいアニメーターを看板の専門のレイアウトマンとして起用した。アニメーターも次第に楽しくなって大量の素材を作り上げ、押井も「どこをどう見ても格好良かった」「圧倒的な存在感と情報量があった」「やっぱり『ブレードランナー』が自分にとってどれ程大きかったがわかった」と大笑いしたが、小倉は「どうして誰も止めないんだ!どんどん大変になるじゃないか!」と怒り、細かい部分を没にしていった。

### 音楽
劇伴制作のコンセプトは「絶対に洋楽にしない」ことであり、基本は民族音楽だが、ピアノ・ハープはもちろん、金管楽器・木管楽器の大部分を禁止し、ガムランを重視した音作りをした。メロディも普段川井がパターン化させていたストリングスで使うフレーズを、押井が躊躇なく「クサいから直してよ」と指摘した。川井は「恥をさらす恐れがありますね。民謡だけだなんて、失敗したら想像するだけでも恐ろしいですよ」と言いながらも、最後までレコーディングに立ち会ったことに、押井は「本来だったら『僕の仕事ではありません』と辞められても仕方がないのに、一生懸命直してくれた」と感謝を示している。
当初はブルガリアン・ヴォイスの予定だったが、「現地の歌い手が譜面を読めないから収録できない」という問題から行き詰った。その時に「もしかしたら国内で民謡をやっている人達だったらいけるんじゃないか」と思い立ち、西田和枝社中が洋楽の譜面を読めたためにすぐに歌録りを行うことができた。
メインテーマの作詞は伊藤が揃えていた日本神話・アニミズム・和歌・祝詞等の資料を最初から読み漁り、語感のいいのを拾って、川井に送った後に押井と図書館に1週間通いながら作り上げた。最終的には川井がメロディに使える部分をはめていった。
樋口沙絵子によるイメージソング「未来への約束」に関しては、押井は「『風の谷のナウシカ』みたいなもの。エンディングで誰かが歌うのだけは絶対いやだった。川井君の音楽が海外でも有名になり始めている時だったので、彼の音楽以外ありえなかった」と楽曲そのもの以前に当時から流行し始めていた「映画のエンディングテーマが主題歌」という風潮に嫌気が差していた事を告白している。

### 海外展開
海外展開に対して押井は「香港をイメージして、いかにもデジタルな生活環境はあまり作らなかったことで、一種の普遍性を獲得できた」「億単位の予算をかけて日本だけで作品を作るのは難しくなってきました。『いずれは製作予算も変わってくるだろう』とは思っていたから、風潮自体は歓迎しています」「制作の過程で色々と介入されて、『監督の権限が侵されるのではないか』という不安がありました。ところが実際は非常に紳士的で制作現場の意図を最大限に尊重してくれました。逆にこちらが拍子抜けするくらいに」「世界配給に関しては考えても仕方がないので、とにかく自分達が作りたいものを作って、出来上がったものをどこまでわかってくれるかはあちら任せです」と語っている。
英語吹き替えのダビング作業に立ち会った際には、事前に制作陣の意志・キャラクターの台詞の意図を伝え、押井と女性の翻訳者の2人でスタジオの会議室で3日程缶詰で翻訳作業を行ったが、英語との微妙なニュアンスの違いで完全には翻訳し切れず、婉曲的な表現や微妙な言い回しが、結局はストレートな仕上がりになってしまった。
例えば、「日本語で『そいつ』にあたる言葉が英語ではないため、『彼女』『彼』『it』『thet』のどのニュアンスにすればいいのか」「バトーは人形使いをどう意識しているのか」の表現に悩んだ。
押井は「作中の台詞とその意図が翻訳でどこまで再現できて、伝える事ができるのかを試せる良い機会になった」「向こうの翻訳者もずいぶんと奮闘してくれたんですけど、アメリカ映画全般が目指している『如何にストーリーをわからせて、キャラクターを立てるか』『お金を払って見に来てくれるお客さんに十分楽しんでもらおう』『どんな人種、どんな階層の人が見に来ても必ず理解させて帰す』という意識やエネルギーが非常に強かったんでしょうね。アメリカ映画のパワーの片鱗を見た気がしますね」「台詞のシチュエーションに対してはどうしても絶対に伝わらないのがあった」「解釈が食い違っているからこそ、全く別のニュアンスが浮かび上がった」「日本語の口パクで作ったのに、英語の口パクでも見事に合っていたのは向こうのキャストの技術がすごい。けれど、どんな人が聞いてもわかる英語・正しい英語を使っていて、芝居のニュアンスがメタメタで、セリフとしても全然いいのがなかった。逆説的に『わずか2日間という限られた時間で、役を掴み、セリフ・呼吸・セリフとセリフの間等、全部含めて芝居で正しく吹き込んでいく』とまずできる人がいない作業をこなす日本の専業声優の皆様は『偉大な仕事をしているな』と思った」と振り返っている。

## キャスト
| 役名            | 日本語版 | 日本語版 | 英語版 |
| 役名            | 1995年版 | 2.0      | 英語版 |
| --------------- | --- | -------- | --- |
| 草薙素子        | 田中敦子 | 田中敦子 | ミミ・ウッズ |
| バトー          | 大塚明夫 | 大塚明夫 | リチャード・ジョージ |
| トグサ          | 山寺宏一 | 山寺宏一 | クリストファー・ジョイス |
| イシカワ        | 仲野裕 | 仲野裕   | マイク・ソリッチ |
| 荒巻大輔        | 大木民夫 | 大木民夫 | ウィリアム・フレデリック |
| 中村公安6課部長 | 玄田哲章 | 玄田哲章 | ベン・アイザックソン |
| ウィリス博士    | 生木政壽 | 小林勝也 | フィル・ウィリアムズ |
| 外務大臣        | 山内雅人 | 勝部演之 | マイク・レイノルズ |
| 外交官          | 小川真司 | 小川真司 | スティーヴ・デイヴィス |
| 台田瑞穂        | 宮本充 | 保村真   | スティーヴ・デイヴィス |
| 清掃局員        | 山路和弘 | 目黒光祐 | トム・カールトン |
| 清掃局員        | 千葉繁 | 中博史   | ダグ・ストーン |
| 検死官          | 家中宏 | 斧アツシ | スティーヴ・ブーレン |
| オッサン        | 松尾銀三 | 立木文彦 | ジョージ・セリック |
| 実行犯          | 松山鷹志 | 松山鷹志 | ジョン・スナイダー |
| 技師            | 小高三良 |          | スティーヴン・プラット |
| 技師A           | | 東地宏樹 | |
| 技師B           | | 杉山大   | |
| 運転手          | 佐藤政道 |          | ジョー・マイケルズ |
| オペレーター    | 林田篤子 | 大野エリ | ドロシー・ガブリエル |
| 通信の声        | 上田祐司 | 上田祐司 | リア・サージェント |
| 狙撃手          | 亀山俊樹 |          | スティーヴ・デイヴィス |
| 指揮官          | 後藤敦 | 三宅健太 | |
| 少女（草薙）    | 坂本真綾 | 坂本真綾 | ミミ・ウッズ |
| 人形使い        | 家弓家正 | 榊原良子 | エイブ・ラッサー |
| その他          | 魏敬坪 頼宝玲 錢行 Glen Wood 黄慧羚 細江いづみ 郭仲堅 Jeffrey Kelsch 鄭立偉 蘇望麟 太田元子 蔡珏玲 黄美児 李冬梅 Tracy Murphy 樋上晴彦 譚毅 戦麗妹 石良友 増山賢治 |          | ロジャー・キャンフィールド ジナ・コネル レオ・グレイ メグ・ハミルトン ミルトン・ジェームス ジョアン・メイソン ギルバート・ナヴァロ トニ・バーク グロリア・オールドマン ベン・パークス スコット・プレンソア S・J・ シャルヴァン ドナルド・セイリン サム・シェーファー エイミー・ウォン |

## スタッフ
- 原作 - 士郎正宗（講談社 ヤングマガジンKCDX）[39]
- 監督・絵コンテ - 押井守[39]
- 脚本 - 伊藤和典[39]
- 演出 - 西久保利彦
- キャラクターデザイン - 沖浦啓之[39]
- 作画監督 - 黄瀬和哉、沖浦啓之[39]
- メカニックデザイン - 河森正治、竹内敦志
- 銃器デザイン - 磯光雄
- 原画 - 井上俊之、川崎博嗣、岡村天斎、江村豊秋、竹内敦志、安藤真裕、新井浩一、江口寿志、村木靖、磯光雄、荒川真嗣、星和伸、丹沢学、大島康弘、石井明治、谷津美弥子、大川弘義、川名久美子、伊藤嘉之、吉原正行、田中雄一、斎藤哲人、小村方宏治、佐々木守、橋本敬史、浜洲英喜、黄瀬和哉、沖浦啓之
- レイアウト - 渡部隆、黄瀬和哉、沖浦啓之、竹内敦志、末武康光
- 美術設定 - 渡部隆
- 美術監督 - 小倉宏昌
- 撮影 - 白井久男（スタジオ・コスモス）
- 編集 - 掛須秀一（ジェイ・フィルム）
- 音楽 - 川井憲次[39]
- 音響監督 - 若林和弘（オムニバスプロモーション）
- 日本語イメージソング （宣伝CM楽曲）- 樋口沙絵子「未来への約束」
- 色彩設定 - 遊佐久美子
- CG制作 - オムニバス・ジャパン
- アニメーション制作 - Production I.G[39]
- 製作 - 講談社、バンダイビジュアル、MANGA ENTERTAINMENT
- 配給 - 松竹（1995年版）、ワーナー・ブラザース映画（2.0）

## サウンドトラック
GHOST IN THE SHELL/攻殻機動隊 オリジナル・サウンドトラック
『ネットの海』をイメージしたプリントパターンに草薙素子のバストアップがあしらわれたカバーアートには、サブタイトルとして People love machines in 2029 A.D. "Who are you? Who slips into my robot body and whispers to my ghost?" と記されている。
作曲・演奏・編曲：川井憲次
発売：1995.11.22 アルバムCD
BMGファンハウス（ASIN B0000076D8）
- 1.M01 謡I - Making of Cyborg
- 2.M02 Ghosthack（本編未使用）
- 3.EXM Puppetmaster
- 4.M04 Virtual Crime
- 5.M05 謡II - Ghost City
- 6.M06 Access
- 7.M07 Nightstalker
- 8.M08 Floating Museum
- 9.M09 Ghostdive
- 10.M10 謡III - Reincarnation
- 11.Bonus track 挿入歌 毎天見一見!（Vo:Fang Ka Wing [注 3]； 作詞：Pong Chack Man）

## 受賞歴
- 1995年 第5回東京スポーツ映画大賞 - 作品賞、主演女優賞
- 1996年12月8日 第1回アニメーション神戸賞 - 作品賞[40][41]
- 1997年 第4回ジュラルメール・ファンタスティック映画祭（FESTIVAL DE GERARDMER FANTASTIC ARTS）ノミネート
- International Fantasy Film 最優秀フィルム賞
- 2007年 日本のメディア芸術100選、アニメーション部門第10位[42]

## 評価
押井は「『とりあえず、予算と時間の許す範囲で出来たかな』と結構満足しています。特にドルビーサラウンドを使った音響演出に関しては、川井さんの音楽も含めてかなりうまくいった」と嬉し気に振り返っている。反面、「アニメーションは結局、人間がある決まった大きさの紙の上に描いていくので、絵で作られた映像には臨場感の表現に対する物理的な限界があるんですよ。コンピューターのデジタルツールを使って、多少拡張できたけど、無制限に広げていけるわけではない」と表現の行き詰まりについて語っている。
原作の士郎正宗は「原作者が横から口を出すとかえってややこしくなる」と危惧し、企画段階から「原作を気にしないで欲しい」と要望を出しており、その後も度々制作について相談して、押井の演出プランを見る度に、段々と心配がなくなっていった。試写後に押井と会っても挨拶しかしなかったというが、後に本作に対して「気に入っているシーンは、夜に素子がバトーに海に潜る理由を語る所と、素子が自分と同型の義体を使っている人物と目が合う所」「もっと押井監督の意向を全面に出させる様に働きかけるべきだった」「時間があれば、自分の手で映画化したかった」「CGの技術課題もあるもののそれを忘れる程優れた演出だった」と複雑な胸中を吐露している。
ジェームズ・キャメロンは、「大人のSFに刺激を受けた。素晴らしい作品だと思う。いろんな点で最高」と語っている。お気に入りのシーンは水面に浮上するシーンと博物館の銃撃戦、ネットワークに入り込むシーンで、ガンアクションには「『どうやって映像化したんだ?』と感嘆した」・水面に映るビルや信号には「詩的さを与えている」と述べており、自らの映画『アバター』もその影響を受けたとしている。
ウォシャウスキー姉妹は、『マトリックス』を監督するにあたって製作のジョエル・シルバーに本作を実写化したいと語っていたという。マトリックスではオープニングの黒い画面にグリーンの文字が流れる通称「マトリックスコード」、後頭部にプラグを挿す、ビルの屋上に着地した際に地面のコンクリートがめくれ上がる、ロビーでの銃撃戦で柱が粉砕される、市場での銃撃シーンでスイカが被弾して割れる、全裸で水溶液に浸かる人間などは本作と共通している。

## 関連書籍
- 『攻殻機動隊』（アニメコミックス） （講談社、発売日：1995年11月22日、ISBN 978-4061744806） 全カラー、映画のシーンから全セリフを採録
- 『THE ANALYSIS OF攻殻機動隊―GHOST IN THE SHELL』ムック（講談社、発売日：1995年11月、ISBN 978-4063196405）　映画の原画、レイアウト収録
- 『攻殻機動隊絵 コンテ集』 ペーパーバック（キネマ旬報社、発売日：1995年11月28日、ISBN 978-4873761473）
- 『GHOST IN THE SHELL / 攻殻機動隊 原画集 -Archives-』（マッグガーデン、発売日：2014年8月8日、ISBN 978-4800003539）